# Championnat National 2004-2005 (Algeria)
Il Campionato algerino di calcio 2004-05 è stato il 43º campionato algerino di calcio. Cominciato il 20 agosto, è terminato il 13 giugno.

## Squadre partecipanti
| Società               | Città              | Stadio                     |
| --------------------- | ------------------ | -------------------------- |
| ASO Chlef             | Chlef              | Boumezrag Mohamed Stadium  |
| CA Bordj Bou Arreridj | Bordj Bou Arreridj | Stade 20 Août 1955         |
| CR Belouizdad         | Algeri             | Stade 20 Août 1955         |
| CS Constantine        | Costantina         | Stade Chahid Hamlaoui      |
| ES Sétif              | Sétif              | Stade 8 Mai 1945           |
| GC Mascara            | Mascara            | Stade de l'Unité Africaine |
| JS Kabylie            | Tizi Ouzou         | Stade 1er Novembre         |
| MC Alger              | Algeri             | Stade 5 Juillet 1962       |
| MC Oran               | Orano              | Stade Ahmet Zabana         |
| NA Hussein Dey        | Algeri             | Stade Frères Zioui         |
| OMR El Anasser        | Algeri             | Stade 20 Août 1955         |
| US Chaouia            | Oum el-Bouaghi     | Stade Hassouna Zerdani     |
| USM Alger             | Algeri             | Omar Hammadi Stadium       |
| USM Annaba            | Annaba             | Stade 19 Mai 1956          |
| USM Blida             | Blida              | Stade Mustapha Tchaker     |
| WA Tlemcen            | Tlemcen            | Stade Akit Lotfi           |

## Classifica finale
|  |     | Classifica finale 2004-2005 | Pti | G  | V  | N  | P  | GF | GS | DR  |
|  | --- | --------------------------- | --- | -- | -- | -- | -- | -- | -- | --- |
|  | 1.  | USM Alger                   | 67  | 30 | 21 | 4  | 5  | 54 | 26 | +28 |
|  | 2.  | JS Kabylie                  | 54  | 30 | 16 | 6  | 8  | 43 | 20 | +23 |
|  | 3.  | MC Alger                    | 49  | 30 | 14 | 7  | 9  | 38 | 43 | -5  |
|  | 4.  | NA Hussein Dey              | 43  | 30 | 11 | 10 | 9  | 28 | 18 | +10 |
|  | 5.  | USM Blida                   | 42  | 30 | 11 | 9  | 10 | 36 | 29 | +7  |
|  | 6.  | CA Bordj Bou Arreridj       | 42  | 30 | 10 | 12 | 8  | 31 | 25 | +6  |
|  | 7.  | ASO Chlef                   | 41  | 30 | 10 | 11 | 9  | 30 | 32 | -2  |
|  | 8.  | CS Constantine              | 40  | 30 | 11 | 7  | 12 | 33 | 42 | -9  |
|  | 9.  | MC Oran                     | 39  | 30 | 10 | 9  | 11 | 35 | 36 | -1  |
|  | 10. | ES Sétif                    | 38  | 30 | 11 | 5  | 14 | 37 | 36 | +1  |
|  | 11. | USM Annaba                  | 37  | 30 | 9  | 10 | 11 | 30 | 36 | -6  |
|  | 12. | WA Tlemcen                  | 36  | 30 | 8  | 12 | 10 | 32 | 27 | +5  |
|  | 13. | CR Belouizdad               | 36  | 30 | 10 | 6  | 14 | 24 | 34 | -10 |
|  | 14. | OMR El Anasser              | 35  | 30 | 8  | 11 | 11 | 31 | 34 | -3  |
|  | 15. | GC Mascara                  | 32  | 30 | 9  | 5  | 16 | 33 | 47 | -14 |
|  | 16. | US Chaouia                  | 23  | 30 | 5  | 8  | 17 | 17 | 47 | -30 |

### Verdetti
- USM Alger campione d'Algeria 2004-2005 e qualificata in Champions League 2006.
- MC Alger qualificata in Champions League araba 2005-2006
- JS Kabylie qualificata in Champions League 2006.
- NA Hussein Day e ASO Chlef (in quanto vincitrice della Coppa d'Algeria) qualificate in Coppa della Confederazione CAF 2006.
- OMR El Anasser, GC Mascara e US Chaouia retrocesse in Seconda Divisione algerina 2005-2006.